# Villa L'Olmo
La villa L'Olmo si trova in via San Martino alla Palma, presso Scandicci.

## Storia
Nel 1427 era proprietà di Lorenzo di Tieri lanaiolo, poi gli succedettero prima i Petrini e poi i Bargiacchi (in contatto con la corte della granduchessa Maria Antonia, Moglie di Federico II). La proprietà è passata di mano fino a quando i marchesi Antinori hanno donato la villa all'Opera della Madonnina del Grappa, che dapprima ospitava la Casa del fanciullo Natalia Antinori, mentre in tempi più recenti ha adibito l'edificio a mercatino dell'usato.

## Descrizione
La villa è composta dall'edificio più la cappella, addossata all'angolo posteriore destro, e altri fabbricati rurali nella parte posteriore. La cappella, ora sconsacrata, è in comunicazione con la villa attraverso l'ex-sacrestia, dove sono ancora conservate le lapidi sepolcrali dei Bargiacchi. Infatti sia la villa che la cappella subirono tra la fine del Seicento e gli inizi del Settecento un'opera di redazione ad opera di Pietro Bargiacchi. La cappella era dedicata a santa Maria Maddalena dei Pazzi. Nel giardino, che si estende davanti e a destra della villa, vi è una fontana in pietra costituita da una testa di leone in marmo da cui fuoriesce l'acqua. Durante il '900 il giardino ha subito diverse trasformazioni.

## Curiosità
Il leone presente nella fontana lo possiamo ritrovare nello stemma della famiglia Bargiacchi, dunque è possibile dedurre che questa figura sia stata scelta appositamente.